# San Nicandro Garganico
San Nicandro Garganico es una localidad y comune italiana de la provincia de Foggia, región de Apulia, con 16.150 habitantes.

## Evolución demográfica
| Gráfica de evolución demográfica de San Nicandro Garganico entre 1861 y 2001 |
|                                                                              |
| Fuente ISTAT - elaboración gráfica de Wikipedia                              |